# Milan Hamerský
Milan Hamerský (* 21. března 1973 Brno) je český právník, předseda Spolku pro uzákonění eutanazie a analytik.

## Život
Vystudoval Právnickou fakultu a Fakultu sociálních studií na Masarykově univerzitě. V roce 2002 se stal ředitelem Institutu Karla Havlíčka Borovského. Od roku 2018 působí jako vrchní ministerský rada.
Aktivně se podílel na vydávání odborných publikací. Je autorem knih a článků zaměřených na školství a právo (Vysokoškolákem už letos, Chci se dostat na vysokou školu, Přijatelnost trestu smrti).

## Politické působení
V 90. letech 20. století byl místostarostou v Brně-Řečkovicích a Mokré Hoře. Angažuje v občanských iniciativách a protikorupčních aktivitách.
Ve volbách do Evropského parlamentu v roce 2024 vedl z pozice nestraníka kandidátku hnutí HLAS, ale neuspěl. Subjekt získal jen 0,21 % hlasů.
Po úmrtí senátora Romana Krause v říjnu 2024 byly vypsány na leden 2025 doplňovací volby do Senátu PČR v obvodu č. 60 – Brno-město. Hamerský v nich kandidoval jako nestraník za Klub angažovaných nestraníků (KAN). Podporovaly jej také strana LANO a hnutí HLAS. Skončil však na posledním 6. místě s 2,67 % hlasů.